# قروش مصراعية الفم
قروش مصراعية الفم (الاسم العلمي: Ginglymostomatidae)، فصيلة عالمية من أسماك قرش السجادي، التي تحتوي على نوعين أُحاديين جنس من القرش الحاضن.